# Eryngium atlanticum
Eryngium atlanticum là một loài thực vật có hoa trong họ Hoa tán. Loài này được Batt. & Pit. mô tả khoa học đầu tiên năm 1912.